# Ожелек (Куявсько-Поморське воєводство)
Ожелек (пол. Orzełek) — село в Польщі, у гміні Камень-Краєнський Семполенського повіту Куявсько-Поморського воєводства.
Населення — 386 осіб (2011).
У 1975-1998 роках село належало до Бидгощського воєводства.

## Демографія
Демографічна структура станом на 31 березня 2011 року:
|          | Загалом | Допрацездатний вік | Працездатний вік | Постпрацездатний вік |
| -------- | ------- | ------------------ | ---------------- | -------------------- |
| Чоловіки | 203     | 46                 | 134              | 23                   |
| Жінки    | 183     | 43                 | 103              | 37                   |
| Разом    | 386     | 89                 | 237              | 60                   |